# Copa América de Basquetebol Masculino de 2011
A Copa América de Basquetebol de 2011 foi a 15ª edição do torneio organizado pela FIBA Américas, que reuniu seleções das Américas do Norte, Central, do Sul e Caribe. Foi realizada na cidade de Mar del Plata. As duas melhores equipes se classificaram automaticamente para os Jogos Olímpicos de Londres 2012. As equipes classificadas entre a terceira e quinta colocação tiveram a oportunidade de disputar o Pré-Olímpico Mundial Masculino 2012 na cidade de Caracas na Venezuela.
Nesta edição, o torneio não contou com a presença da equipe dos Estados Unidos, já classificados para os Jogos Olímpicos de Londres 2012 por serem os atuais campeões mundiais.

## Sede
A cidade de Mar del Plata, Argentina, foi escolhida como sede da competição em 24 de maio de 2010 em reunião realizada em San Juan, Porto Rico. Os jogos foram jogados no ginásio Polideportivo Islas Malvinas. As cidades de Toronto e Rio de Janeiro também se candidataram a sediar o torneio, sendo que a cidade canadense foi eliminada na primeira rodada de votação, com Mar del Plata vencendo na segunda rodada por 13 votos a 3 o Rio de Janeiro.

## Televisão

### No Brasil
Na TV por assinatura os canais ESPN, os canais SporTV e o canal BandSports tiveram os direitos de transmissão do torneio. Já na TV aberta, a TV Esporte Interativo transmitiu as partidas.

## Equipes classificadas
- Zona sul-americana (através do Campeonato Sul-Americano de Basquetebol de 2010):
  -  Argentina
  -  Brasil
  -  Paraguai
  -  Uruguai
  -  Venezuela

- Zona centro-americana e caribenha (Centrobasket 2010):
  -  Cuba
  -  República Dominicana
  -  Panamá
  -  Porto Rico

- Zona norte-americana:
  -  Canadá

## Grupos
| Grupo A              | Grupo B    |
| -------------------- | ---------- |
| Canadá               | Porto Rico |
| República Dominicana | Uruguai    |
| Venezuela            | Panamá     |
| Brasil               | Argentina  |
| Cuba                 | Paraguai   |

## Primeira fase

### Grupo A
| Equipe               | PJ | G | P | PF  | PC  | Dif | Pts |
| -------------------- | -- | - | - | --- | --- | --- | --- |
| República Dominicana | 4  | 3 | 1 | 333 | 296 | +37 | 7   |
| Brasil               | 4  | 3 | 1 | 328 | 302 | +26 | 7   |
| Venezuela            | 4  | 2 | 2 | 381 | 351 | +30 | 6   |
| Canadá               | 4  | 2 | 2 | 312 | 306 | +6  | 6   |
| Cuba                 | 4  | 0 | 4 | 274 | 373 | –99 | 4   |

Todas as partidas estão no horário de Mar del Plata(UTC-3)
| 30 de agosto 11:30 | Relatório | República Dominicana                                      | 90–60 | Cuba                                                 |  | Polideportivo Islas Malvinas, Mar del Plata |  |
| 30 de agosto 11:30 | Relatório | Placar por quarto: 18–8, 20–11, 31–18, 21–23              |       |                                                      |  | Polideportivo Islas Malvinas, Mar del Plata |  |
| 30 de agosto 11:30 | Relatório | Pts: Hortford 24 Rbts: Martínez 10 Asts: Flores, García 3 |       | Pts: Luis Haiti 18 Rbts: Luis Haiti 8 Asts: Mestre 4 |  | Polideportivo Islas Malvinas, Mar del Plata |  |

| 30 de agosto 14:00 | Relatório | Brasil                                             | 92–83 | Venezuela                                        |  | Polideportivo Islas Malvinas, Mar del Plata |  |
| 30 de agosto 14:00 | Relatório | Placar por quarto: 25–26, 14–18, 27–25, 26–14      |       |                                                  |  | Polideportivo Islas Malvinas, Mar del Plata |  |
| 30 de agosto 14:00 | Relatório | Pts: Splitter 17 Rbts: Splitter 11 Asts: Huertas 7 |       | Pts: Vásquez 26 Rbts: Graterol 8 Asts: Vásquez 7 |  | Polideportivo Islas Malvinas, Mar del Plata |  |

| 31 de agosto 11:30 | Relatório | Venezuela                                       | 89–92 | República Dominicana                              |  | Polideportivo Islas Malvinas, Mar del Plata |  |
| 31 de agosto 11:30 | Relatório | Placar por quarto: 26–22, 23–19, 25–22, 15–29   |       |                                                   |  | Polideportivo Islas Malvinas, Mar del Plata |  |
| 31 de agosto 11:30 | Relatório | Pts: Torres 19 Rbts: Vásquez 10 Asts: Vásquez 9 |       | Pts: Horford 19 Rbts: Martínez 14 Asts: Horford 4 |  | Polideportivo Islas Malvinas, Mar del Plata |  |

| 31 de agosto 20:30 | Relatório | Canadá                                             | 57–69 | Brasil                                            |  | Polideportivo Islas Malvinas, Mar del Plata |  |
| 31 de agosto 20:30 | Relatório | Placar por quarto: 17–12, 11–21, 18–14, 11–22      |       |                                                   |  | Polideportivo Islas Malvinas, Mar del Plata |  |
| 31 de agosto 20:30 | Relatório | Pts: Anderson 9 Rbts: Anthony 9 Asts: Doornekamp 3 |       | Pts: Huertas 17 Rbts: Splitter 10 Asts: Huertas 6 |  | Polideportivo Islas Malvinas, Mar del Plata |  |

| 1 de setembro 14:00 | Relatório | Cuba                                              | 69–106 | Venezuela                                         |  | Polideportivo Islas Malvinas, Mar del Plata |  |
| 1 de setembro 14:00 | Relatório | Placar por quarto: 13–34, 20–23, 15–25, 21–24     |        |                                                   |  | Polideportivo Islas Malvinas, Mar del Plata |  |
| 1 de setembro 14:00 | Relatório | Pts: Mestre 26 Rbts: Luis Haiti 8 Asts: Piñeiro 3 |        | Pts: Vásquez 21 Rbts: Graterol 8 Asts: Cubillan 4 |  | Polideportivo Islas Malvinas, Mar del Plata |  |

| 1 de setembro 18:00 | Relatório | República Dominicana                               | 72–73 | Canadá                                          |  | Polideportivo Islas Malvinas, Mar del Plata |  |
| 1 de setembro 18:00 | Relatório | Placar por quarto: 16–19, 14–11, 14–21, 28–22      |       |                                                 |  | Polideportivo Islas Malvinas, Mar del Plata |  |
| 1 de setembro 18:00 | Relatório | Pts: Martínez 21 Rbts: Martínez 16 Asts: Horford 3 |       | Pts: Rautins 15 Rbts: Anthony 10 Asts: Joseph 4 |  | Polideportivo Islas Malvinas, Mar del Plata |  |

| 2 de setembro 11:30 | Relatório | Canadá                                                                | 84–62 | Cuba                                            |  | Polideportivo Islas Malvinas, Mar del Plata |  |
| 2 de setembro 11:30 | Relatório | Placar por quarto: 22–7, 16–13, 16–20, 30–22                          |       |                                                 |  | Polideportivo Islas Malvinas, Mar del Plata |  |
| 2 de setembro 11:30 | Relatório | Pts: Shepherd 13 Rbts: Rautins, Anthony 5 Asts: Rautins, Doornekamp 3 |       | Pts: Polas 14 Rbts: Luis Haiti 7 Asts: Mestre 3 |  | Polideportivo Islas Malvinas, Mar del Plata |  |

| 2 de setembro 18:00 | Relatório | Brasil                                               | 74–79 | República Dominicana                             |  | Polideportivo Islas Malvinas, Mar del Plata |  |
| 2 de setembro 18:00 | Relatório | Placar por quarto: 18–17, 21–26, 21–18, 14–18        |       |                                                  |  | Polideportivo Islas Malvinas, Mar del Plata |  |
| 2 de setembro 18:00 | Relatório | Pts: Marquinhos 18 Rbts: Splitter 10 Asts: Huertas 5 |       | Pts: Horford 22 Rbts: Martínez 10 Asts: Flores 5 |  | Polideportivo Islas Malvinas, Mar del Plata |  |

| 3 de setembro 11:30 | Relatório | Venezuela                                                | 103–98 | Canadá                                            | OT | Polideportivo Islas Malvinas, Mar del Plata |  |
| 3 de setembro 11:30 | Relatório | Placar por quarto: 23–21, 17–17, 22–25, 22–21, OT: 19–14 |        |                                                   | OT | Polideportivo Islas Malvinas, Mar del Plata |  |
| 3 de setembro 11:30 | Relatório | Pts: Vásquez 29 Rbts: Echenique 10 Asts: Cubillan 10     |        | Pts: Anderson 28 Rbts: Anthony 9 Asts: Anderson 3 | OT | Polideportivo Islas Malvinas, Mar del Plata |  |

| 3 de setembro 18:00 | Relatório | Cuba                                                      | 83–93 | Brasil                                                          |  | Polideportivo Islas Malvinas, Mar del Plata |  |
| 3 de setembro 18:00 | Relatório | Placar por quarto: 20–26, 17–26, 14–21, 32–20             |       |                                                                 |  | Polideportivo Islas Malvinas, Mar del Plata |  |
| 3 de setembro 18:00 | Relatório | Pts: Luis Haiti 27 Rbts: Luis Haiti 11 Asts: Luis Haiti 4 |       | Pts: Benite 19 Rbts: Hettsheimeir, Giovannoni 6 Asts: Huertas 6 |  | Polideportivo Islas Malvinas, Mar del Plata |  |

### Grupo B
| Equipe     | PJ | G | P | PF  | PC  | Dif | Pts |
| ---------- | -- | - | - | --- | --- | --- | --- |
| Argentina  | 4  | 4 | 0 | 341 | 248 | +93 | 8   |
| Porto Rico | 4  | 3 | 1 | 348 | 266 | +82 | 7   |
| Uruguai    | 4  | 2 | 2 | 271 | 287 | –16 | 6   |
| Panamá     | 4  | 1 | 3 | 287 | 352 | –65 | 5   |
| Paraguai   | 4  | 0 | 4 | 259 | 353 | –94 | 4   |

Todas as partidas estão no horário de Mar del Plata(UTC-3)
| 30 de agosto 18:00 | Relatório | Paraguai                                               | 52–84 | Argentina                                            |  | Polideportivo Islas Malvinas, Mar del Plata |  |
| 30 de agosto 18:00 | Relatório | Placar por quarto: 8–27, 15–18, 17–24, 12–15           |       |                                                      |  | Polideportivo Islas Malvinas, Mar del Plata |  |
| 30 de agosto 18:00 | Relatório | Pts: Araujo 18 Rbts: Fabio 9 Asts: Martínez, Zanotti 3 |       | Pts: Quinteros 19 Rbts: Gutiérrez 8 Asts: Prigioni 4 |  | Polideportivo Islas Malvinas, Mar del Plata |  |

| 30 de agosto 20:30 | Relatório | Panamá                                                          | 66–99 | Porto Rico                                   |  | Polideportivo Islas Malvinas, Mar del Plata |  |
| 30 de agosto 20:30 | Relatório | Placar por quarto: 8–18, 20–23, 18–25, 20–33                    |       |                                              |  | Polideportivo Islas Malvinas, Mar del Plata |  |
| 30 de agosto 20:30 | Relatório | Pts: Lloreda, Garcés 16 Rbts: Garcés 10 Asts: Pinnock, Forbes 2 |       | Pts: Carmona 16 Rbts: Álamo 7 Asts: Arroyo 7 |  | Polideportivo Islas Malvinas, Mar del Plata |  |

| 31 de agosto 14:00 | Relatório | Porto Rico                                    | 101–55 | Paraguai                                    |  | Polideportivo Islas Malvinas, Mar del Plata |  |
| 31 de agosto 14:00 | Relatório | Placar por quarto: 15–10, 30–20, 30–12, 26–13 |        |                                             |  | Polideportivo Islas Malvinas, Mar del Plata |  |
| 31 de agosto 14:00 | Relatório | Pts: Carmona 19 Rbts: Barea 8 Asts: Barea 6   |        | Pts: Araujo 18 Rbts: Fabio 11 Asts: Fabio 2 |  | Polideportivo Islas Malvinas, Mar del Plata |  |

| 31 de agosto 18:00 | Relatório | Argentina                                      | 86–51 | Uruguai                                            |  | Polideportivo Islas Malvinas, Mar del Plata |  |
| 31 de agosto 18:00 | Relatório | Placar por quarto: 25–7, 28–12, 21–11, 12–21   |       |                                                    |  | Polideportivo Islas Malvinas, Mar del Plata |  |
| 31 de agosto 18:00 | Relatório | Pts: Scola 18 Rbts: Nocioni 10 Asts: Sánchez 5 |       | Pts: Fitipaldo 11 Rbts: Batista 10 Asts: Vázquez 2 |  | Polideportivo Islas Malvinas, Mar del Plata |  |

| 1 de setembro 11:30 | Relatório | Paraguai                                                | 86–89 | Panamá                                                   |  | Polideportivo Islas Malvinas, Mar del Plata |  |
| 1 de setembro 11:30 | Relatório | Placar por quarto: 19–23, 25–17, 11–30, 31–19           |       |                                                          |  | Polideportivo Islas Malvinas, Mar del Plata |  |
| 1 de setembro 11:30 | Relatório | Pts: Martínez 36 Rbts: Araujo 8 Asts: Pérez, Martínez 5 |       | Pts: Lloreda 29 Rbts: Lloreda, Garcés 10 Asts: Pinnock 4 |  | Polideportivo Islas Malvinas, Mar del Plata |  |

| 1 de setembro 20:30 | Relatório | Uruguai                                                       | 64–74 | Porto Rico                                             |  | Polideportivo Islas Malvinas, Mar del Plata |  |
| 1 de setembro 20:30 | Relatório | Placar por quarto: 12–15, 17–21, 18–16, 17–22                 |       |                                                        |  | Polideportivo Islas Malvinas, Mar del Plata |  |
| 1 de setembro 20:30 | Relatório | Pts: three players 16 Rbts: Batista 12 Asts: García Morales 4 |       | Pts: Arroyo 19 Rbts: Santiago 11 Asts: three players 3 |  | Polideportivo Islas Malvinas, Mar del Plata |  |

| 2 de setembro 14:00 | Relatório | Panamá                                         | 61–77 | Uruguai                                                 |  | Polideportivo Islas Malvinas, Mar del Plata |  |
| 2 de setembro 14:00 | Relatório | Placar por quarto: 13–14, 16–16, 14–23, 18–24  |       |                                                         |  | Polideportivo Islas Malvinas, Mar del Plata |  |
| 2 de setembro 14:00 | Relatório | Pts: Forbes 19 Rbts: Garcés 11 Asts: Pinnock 4 |       | Pts: Batista 24 Rbts: Batista 10 Asts: García Morales 5 |  | Polideportivo Islas Malvinas, Mar del Plata |  |

| 2 de setembro 20:30 | Relatório | Porto Rico                                    | 74–81 | Argentina                                                |  | Polideportivo Islas Malvinas, Mar del Plata |  |
| 2 de setembro 20:30 | Relatório | Placar por quarto: 18–21, 18–13, 14–28, 24–19 |       |                                                          |  | Polideportivo Islas Malvinas, Mar del Plata |  |
| 2 de setembro 20:30 | Relatório | Pts: Arroyo 24 Rbts: Santiago 8 Asts: Barea 4 |       | Pts: Ginóbili 23 Rbts: Scola, Nocioni 7 Asts: Prigioni 8 |  | Polideportivo Islas Malvinas, Mar del Plata |  |

| 3 de setembro 14:00 | Relatório | Uruguai                                                 | 79–66 | Paraguai                                                |  | Polideportivo Islas Malvinas, Mar del Plata |  |
| 3 de setembro 14:00 | Relatório | Placar por quarto: 21–20, 20–18, 21–9, 17–19            |       |                                                         |  | Polideportivo Islas Malvinas, Mar del Plata |  |
| 3 de setembro 14:00 | Relatório | Pts: García Morales 19 Rbts: Batista 16 Asts: Barrera 4 |       | Pts: Martínez 18 Rbts: Fabio 14 Asts: Pérez, Martínez 3 |  | Polideportivo Islas Malvinas, Mar del Plata |  |

| 3 de setembro 20:00 | Relatório | Argentina                                     | 90–71 | Panamá                                                  |  | Polideportivo Islas Malvinas, Mar del Plata |  |
| 3 de setembro 20:00 | Relatório | Placar por quarto: 21–20, 17–19, 26–12, 26–20 |       |                                                         |  | Polideportivo Islas Malvinas, Mar del Plata |  |
| 3 de setembro 20:00 | Relatório | Pts: Scola 19 Rbts: Scola 14 Asts: Ginóbili 8 |       | Pts: Lloreda 20 Rbts: Garcés 17 Asts: Pinnock, Forbes 2 |  | Polideportivo Islas Malvinas, Mar del Plata |  |

## Segunda fase
Nesta fase, as equipes estão em um grupo único, sendo que as equipes do grupo A jogam contra as classificadas do grupo B. Elas levam o resultado da fase anterior, excluíndo-se o jogo contra as equipes eliminadas em seus grupos da primeira fase. Classificam-se as quatro melhores equipes para a fase final do torneio.
| Team                 | Pld | W | L | PF  | PA  | PD   | Pts | Tie |
| -------------------- | --- | - | - | --- | --- | ---- | --- | --- |
| Brasil               | 7   | 6 | 1 | 585 | 493 | +92  | 13  | 1–0 |
| Argentina            | 7   | 6 | 1 | 602 | 473 | +129 | 13  | 0–1 |
| Porto Rico           | 7   | 5 | 2 | 571 | 523 | +48  | 12  |     |
| República Dominicana | 7   | 4 | 3 | 539 | 543 | −4   | 11  |     |
| Venezuela            | 7   | 3 | 4 | 652 | 641 | +11  | 10  |     |
| Canadá               | 7   | 2 | 5 | 514 | 561 | −47  | 9   |     |
| Uruguai              | 7   | 1 | 6 | 482 | 560 | −78  | 8   | 1–0 |
| Panamá               | 7   | 1 | 6 | 496 | 647 | −151 | 8   | 0–1 |

Todas as partidas estão no horário local de Mar del Plata (UTC-3)
| 5 de setembro 11:30 | Relatório | República Dominicana                          | 92–68 | Panamá                                          |  | Polideportivo Islas Malvinas, Mar del Plata |  |
| 5 de setembro 11:30 | Relatório | Placar por quarto: 21–17, 23–13, 31–19, 17–19 |       |                                                 |  | Polideportivo Islas Malvinas, Mar del Plata |  |
| 5 de setembro 11:30 | Relatório | Pts: Flores 17 Rbts: Martínez 14 Asts: Sosa 8 |       | Pts: Pinnock 23 Rbts: Garcés 12 Asts: Pinnock 4 |  | Polideportivo Islas Malvinas, Mar del Plata |  |

| 5 de setembro 14:00 | Relatório | Venezuela                                                 | 82–94 | Porto Rico                                      |  | Polideportivo Islas Malvinas, Mar del Plata |  |
| 5 de setembro 14:00 | Relatório | Placar por quarto: 19–18, 17–26, 21–31, 25–19             |       |                                                 |  | Polideportivo Islas Malvinas, Mar del Plata |  |
| 5 de setembro 14:00 | Relatório | Pts: Sucre 18 Rbts: Echenique 8 Asts: Vásquez, Cubillan 4 |       | Pts: Santiago 22 Rbts: Sánchez 8 Asts: Arroyo 6 |  | Polideportivo Islas Malvinas, Mar del Plata |  |

| 5 de setembro 18:00 | Relatório | Canadá                                              | 53–79 | Argentina                                              |  | Polideportivo Islas Malvinas, Mar del Plata |  |
| 5 de setembro 18:00 | Relatório | Placar por quarto: 9–21, 13–16, 21–17, 10–25        |       |                                                        |  | Polideportivo Islas Malvinas, Mar del Plata |  |
| 5 de setembro 18:00 | Relatório | Pts: Olynyk 19 Rbts: Olynyk 12 Asts: four players 1 |       | Pts: Scola 22 Rbts: Jasen 7 Asts: Ginóbili, Prigioni 5 |  | Polideportivo Islas Malvinas, Mar del Plata |  |

| 5 de setembro 20:30 | Relatório | Brasil                                          | 93–66 | Uruguai                                         |  | Polideportivo Islas Malvinas, Mar del Plata |  |
| 5 de setembro 20:30 | Relatório | Placar por quarto: 25–16, 17–18, 28–12, 23–20   |       |                                                 |  | Polideportivo Islas Malvinas, Mar del Plata |  |
| 5 de setembro 20:30 | Relatório | Pts: Benite 21 Rbts: Splitter 8 Asts: Huertas 6 |       | Pts: Vázquez 12 Rbts: Batista 5 Asts: Barrera 7 |  | Polideportivo Islas Malvinas, Mar del Plata |  |

| 6 de setembro 11:30 | Relatório | Porto Rico                                          | 79–74 | Canadá                                            |  | Polideportivo Islas Malvinas, Mar del Plata |  |
| 6 de setembro 11:30 | Relatório | Placar por quarto: 22–21, 20–8, 20–18, 17–27        |       |                                                   |  | Polideportivo Islas Malvinas, Mar del Plata |  |
| 6 de setembro 11:30 | Relatório | Pts: Arroyo 26 Rbts: Barea, Galindo 5 Asts: Barea 6 |       | Pts: Rautins 18 Rbts: Olynyk 6 Asts: Doornekamp 5 |  | Polideportivo Islas Malvinas, Mar del Plata |  |

| 6 de setembro 14:00 | Relatório | Uruguai                                                  | 76–84 | República Dominicana                             |  | Polideportivo Islas Malvinas, Mar del Plata |  |
| 6 de setembro 14:00 | Relatório | Placar por quarto: 25–19, 17–25, 18–17, 16–23            |       |                                                  |  | Polideportivo Islas Malvinas, Mar del Plata |  |
| 6 de setembro 14:00 | Relatório | Pts: Osimani 22 Rbts: Newsome, Batista 7 Asts: Osimani 6 |       | Pts: Horford 23 Rbts: Horford 14 Asts: Horford 5 |  | Polideportivo Islas Malvinas, Mar del Plata |  |

| 6 de setembro 18:00 | Relatório | Argentina                                         | 111–93 | Venezuela                                              |  | Polideportivo Islas Malvinas, Mar del Plata |  |
| 6 de setembro 18:00 | Relatório | Placar por quarto: 30–20, 21–23, 28–29, 32–21     |        |                                                        |  | Polideportivo Islas Malvinas, Mar del Plata |  |
| 6 de setembro 18:00 | Relatório | Pts: Ginóbili 26 Rbts: Nocioni 7 Asts: Prigioni 6 |        | Pts: Romero 21 Rbts: Vásquez, Sucre 5 Asts: Vásquez 10 |  | Polideportivo Islas Malvinas, Mar del Plata |  |

| 6 de setembro 20:30 | Relatório | Panamá                                                | 65–90 | Brasil                                            |  | Polideportivo Islas Malvinas, Mar del Plata |  |
| 6 de setembro 20:30 | Relatório | Placar por quarto: 13–20, 15–24, 18–26, 19–20         |       |                                                   |  | Polideportivo Islas Malvinas, Mar del Plata |  |
| 6 de setembro 20:30 | Relatório | Pts: Pinnock 20 Rbts: Garcés 11 Asts: three players 1 |       | Pts: Giovannoni 17 Rbts: Torres 6 Asts: Huertas 6 |  | Polideportivo Islas Malvinas, Mar del Plata |  |

| 7 de setembro 11:30 | Relatório | Canadá                                                | 70–68 | Uruguai                                                |  | Polideportivo Islas Malvinas, Mar del Plata |  |
| 7 de setembro 11:30 | Relatório | Placar por quarto: 19–17, 22–10, 15–22, 14–19         |       |                                                        |  | Polideportivo Islas Malvinas, Mar del Plata |  |
| 7 de setembro 11:30 | Relatório | Pts: Kendall 19 Rbts: Kendall 11 Asts: five players 2 |       | Pts: García Morales 19 Rbts: Batista 8 Asts: Osimani 3 |  | Polideportivo Islas Malvinas, Mar del Plata |  |

| 7 de setembro 14:00 | Relatório | Venezuela                                                | 110–74 | Panamá                                       |  | Polideportivo Islas Malvinas, Mar del Plata |  |
| 7 de setembro 14:00 | Relatório | Placar por quarto: 29–23, 21–9, 30–19, 30–23             |        |                                              |  | Polideportivo Islas Malvinas, Mar del Plata |  |
| 7 de setembro 14:00 | Relatório | Pts: Vásquez 24 Rbts: Sucre, Echenique 6 Asts: Vásquez 8 |        | Pts: Ayarza 30 Rbts: Garcés 7 Asts: Forbes 3 |  | Polideportivo Islas Malvinas, Mar del Plata |  |

| 7 de setembro 18:00 | Relatório | Brasil                                                      | 73–71 | Argentina                                     |  | Polideportivo Islas Malvinas, Mar del Plata |  |
| 7 de setembro 18:00 | Relatório | Placar por quarto: 19–17, 8–11, 26–19, 20–24                |       |                                               |  | Polideportivo Islas Malvinas, Mar del Plata |  |
| 7 de setembro 18:00 | Relatório | Pts: Hettsheimeir 19 Rbts: three players 8 Asts: Splitter 3 |       | Pts: Scola 24 Rbts: Scola 11 Asts: Prigioni 5 |  | Polideportivo Islas Malvinas, Mar del Plata |  |

| 7 de setembro 20:30 | Relatório | República Dominicana                                     | 62–79 | Porto Rico                                    |  | Polideportivo Islas Malvinas, Mar del Plata |  |
| 7 de setembro 20:30 | Relatório | Placar por quarto: 15–16, 8–13, 19–24, 20–26             |       |                                               |  | Polideportivo Islas Malvinas, Mar del Plata |  |
| 7 de setembro 20:30 | Relatório | Pts: Horford 16 Rbts: Horford, Martínez 9 Asts: Flores 4 |       | Pts: Galindo 16 Rbts: Narvaez 7 Asts: Barea 7 |  | Polideportivo Islas Malvinas, Mar del Plata |  |

| 8 de setembro 11:30 | Relatório | Panamá                                        | 91–89 | Canadá                                          |  | Polideportivo Islas Malvinas, Mar del Plata |  |
| 8 de setembro 11:30 | Relatório | Placar por quarto: 24–27, 25–21, 21–22, 21–19 |       |                                                 |  | Polideportivo Islas Malvinas, Mar del Plata |  |
| 8 de setembro 11:30 | Relatório | Pts: Forbes 39 Rbts: Garcés 12 Asts: Forbes 6 |       | Pts: English 24 Rbts: Kendall 7 Asts: Rautins 3 |  | Polideportivo Islas Malvinas, Mar del Plata |  |

| 8 de setembro 14:00 | Relatório | Uruguai                                          | 80–92 | Venezuela                                      |  | Polideportivo Islas Malvinas, Mar del Plata |  |
| 8 de setembro 14:00 | Relatório | Placar por quarto: 23–23, 14–19, 21–25, 22–25    |       |                                                |  | Polideportivo Islas Malvinas, Mar del Plata |  |
| 8 de setembro 14:00 | Relatório | Pts: Batista 22 Rbts: Batista 8 Asts: Barrera 11 |       | Pts: Romero 23 Rbts: Torres 7 Asts: Cubillan 4 |  | Polideportivo Islas Malvinas, Mar del Plata |  |

| 8 de setembro 18:00 | Relatório | Argentina                                         | 84–58 | República Dominicana                             |  | Polideportivo Islas Malvinas, Mar del Plata |  |
| 8 de setembro 18:00 | Relatório | Placar por quarto: 17–14, 22–19, 19–16, 26–9      |       |                                                  |  | Polideportivo Islas Malvinas, Mar del Plata |  |
| 8 de setembro 18:00 | Relatório | Pts: Scola 25 Rbts: Kammerichs 9 Asts: Prigioni 6 |       | Pts: Horford 16 Rbts: Martínez 11 Asts: García 2 |  | Polideportivo Islas Malvinas, Mar del Plata |  |

| 8 de setembro 20:30 | Relatório | Porto Rico                                                | 72–94 | Brasil                                                    |  | Polideportivo Islas Malvinas, Mar del Plata |  |
| 8 de setembro 20:30 | Relatório | Placar por quarto: 15–29, 15–18, 19–30, 23–15             |       |                                                           |  | Polideportivo Islas Malvinas, Mar del Plata |  |
| 8 de setembro 20:30 | Relatório | Pts: Álamo, Balkman 15 Rbts: Álamo 6 Asts: four players 2 |       | Pts: Marquinhos 18 Rbts: Giovannoni 7 Asts: Alex Garcia 4 |  | Polideportivo Islas Malvinas, Mar del Plata |  |

## Fase final
|  | Semifinais      | Semifinais     |    |                 | Final          | Final |  |
|  |                 |                |    |                 |                |       |  |
|  | 10 de setembro  |                |    |                 |                |       |  |
|  | Brasil          | 83             |    |                 |                |       |  |
|  | Rep. Dominicana | 76             |    |                 |                |       |  |
|  |                 |                |    |                 |                |       |  |
|  |                 |                |    |                 | 11 de setembro |       |  |
|  |                 |                |    |                 | Brasil         | 75    |  |
|  |                 | Argentina      | 80 |                 |                |       |  |
|  |                 |                |    |                 |                |       |  |
|  |                 |                |    |                 |                |       |  |
|  |                 |                |    |                 | Terceiro lugar |       |  |
|  | 10 de setembro  | 10 de setembro |    | 11 de setembro  | 11 de setembro |       |  |
|  | Argentina       | 81             |    | Rep. Dominicana | 103            |       |  |
|  | Porto Rico      | 79             |    |                 | Porto Rico     | 89    |  |

### Semi-finais
| 10 de setembro 19:00 | Relatório | Brasil                                               | 83–76 | República Dominicana                                             |  | Polideportivo Islas Malvinas, Mar del Plata |  |
| 10 de setembro 19:00 | Relatório | Placar por quarto: 18–17, 21–19, 23–19, 21–21        |       |                                                                  |  | Polideportivo Islas Malvinas, Mar del Plata |  |
| 10 de setembro 19:00 | Relatório | Pts: Machado 20 Rbts: Hettsheimeir 8 Asts: Huertas 7 |       | Pts: Horford, Martínez 18 Rbts: Martínez 15 Asts: four players 1 |  | Polideportivo Islas Malvinas, Mar del Plata |  |

| 10 de setembro 21:15 | Relatório | Argentina                                                  | 81–79 | Porto Rico                                   |  | Polideportivo Islas Malvinas, Mar del Plata |  |
| 10 de setembro 21:15 | Relatório | Placar por quarto: 29–24, 11–20, 26–16, 15–19              |       |                                              |  | Polideportivo Islas Malvinas, Mar del Plata |  |
| 10 de setembro 21:15 | Relatório | Pts: Scola 27 Rbts: Kammerichs, Delfino 8 Asts: Ginóbili 7 |       | Pts: Barea 20 Rbts: Balkman 12 Asts: Barea 3 |  | Polideportivo Islas Malvinas, Mar del Plata |  |

### Disputa pelo 3º lugar
| 11 de setembro 19:00 | Relatório | República Dominicana                             | 103–89 | Porto Rico                                       |  | Polideportivo Islas Malvinas, Mar del Plata |  |
| 11 de setembro 19:00 | Relatório | Placar por quarto: 27–12, 26–17, 27–39, 23–21    |        |                                                  |  | Polideportivo Islas Malvinas, Mar del Plata |  |
| 11 de setembro 19:00 | Relatório | Pts: Horford 23 Rbts: Horford 12 Asts: Horford 7 |        | Pts: Santiago 25 Rbts: Santiago 6 Asts: Arroyo 7 |  | Polideportivo Islas Malvinas, Mar del Plata |  |

### Final
| 11 de setembro 21:15 | Relatório | Brasil                                                 | 75–80 | Argentina                                   |  | Polideportivo Islas Malvinas, Mar del Plata |  |
| 11 de setembro 21:15 | Relatório | Placar por quarto: 9–21, 18–14, 21–15, 27–30           |       |                                             |  | Polideportivo Islas Malvinas, Mar del Plata |  |
| 11 de setembro 21:15 | Relatório | Pts: Marquinhos 17 Rbts: Giovannoni 7 Asts: Splitter 3 |       | Pts: Scola 32 Rbts: Delfino 9 Asts: Scola 4 |  | Polideportivo Islas Malvinas, Mar del Plata |  |

## Classificação final
| Posição        | Equipe               | Campanha (V-D) |
| -------------- | -------------------- | -------------- |
| Campeão        | Argentina            | 9–1            |
| Vice-campeão   | Brasil               | 8–2            |
| Terceiro lugar | República Dominicana | 6–4            |
| 4              | Porto Rico           | 6–4            |
| 5              | Venezuela            | 4–4            |
| 6              | Canadá               | 3–5            |
| 7              | Uruguai              | 2–6            |
| 8              | Panamá               | 2–6            |
| 9              | Cuba                 | 0–4            |
| 10             | Paraguai             | 0–4            |

| Campeão | Vice-campeão | Terceiro lugar |
| Argentina Luis Scola Manu Ginóbili Pepe Sánchez Fabricio Oberto Pablo Prigioni Juan Pedro Gutiérrez Carlos Delfino Paolo Quinteros Martín Leiva Andrés Nocioni Hernán Jasen Federico Kammerichs | Brasil Marcelinho Machado Nezinho dos Santos Rafael Luz Augusto César Lima Vitor Benite Marcelinho Huertas Alex Garcia Rafael Hettsheimeir Guilherme Giovannoni Caio Torres Marquinhos Tiago Splitter | República Dominicana Edgar Sosa Charlie Villanueva Kelvin Peña Luis Flores Elpidio Fortuna Francisco García Al Horford Elys Guzmán Orlando Emilio Sánchez Eulis Báez Ronald Ramon Jack Michael Martínez |

## Estatísticas

### Melhores em cada fundamento
| Pos. | Name                      | PPG  |
| ---- | ------------------------- | ---- |
| 1    | ARG Luis Scola            | 21.4 |
| 2    | VEN Greivis Vásquez       | 19.3 |
| 3    | DOM Al Horford            | 19.0 |
| 4    | PAN Gary Forbes           | 16.6 |
| 5    | ARG Manu Ginóbili         | 15.8 |
| 6    | PAN Rubén Garcés          | 15.9 |
| 7    | PAN Jaime Lloreda         | 15.9 |
| 8    | PUR Carlos Arroyo         | 15.0 |
| 9    | DOM Jack Michael Martínez | 14.5 |
| 10   | VEN David Cubillan        | 13.1 |

| Pos. | Name                      | RPG  |
| ---- | ------------------------- | ---- |
| 1    | DOM Jack Michael Martínez | 12.1 |
| 2    | PAN Rubén Garcés          | 11.3 |
| 3    | PAR José Manuel Fabio     | 9.8  |
| 4    | URU Esteban Batista       | 9.5  |
| 5    | DOM Al Horford            | 9.2  |
| 6    | BRA Tiago Splitter        | 6.6  |
| 7    | ARG Andrés Nocioni        | 6.5  |
| 8    | ARG Luis Scola            | 6.3  |
| 9    | PAN Jaime Lloreda         | 6.1  |
| 10   | VEN Windi Graterol        | 5.4  |

| Pos. | Name                   | APG |
| ---- | ---------------------- | --- |
| 1    | VEN Greivis Vásquez    | 5.8 |
| 2    | BRA Marcelinho Huertas | 5.0 |
| 3    | ARG Pablo Prigioni     | 4.7 |
| 4    | VEN David Cubillan     | 4.9 |
| 5    | PUR José Juan Barea    | 4.2 |
| 6    | ARG Manu Ginóbili      | 4.0 |
| 7    | PUR Carlos Arroyo      | 3.7 |
| 8    | URU Gustavo Barrera    | 3.5 |
| 9    | DOM Al Horford         | 3.1 |
| 10   | DOM Luis Flores        | 2.7 |

| Pos. | Name                       | SPG |
| ---- | -------------------------- | --- |
| 1    | CUB Juan Pablo Piñeiro     | 2.5 |
| 2    | PAN Danilo Pinnock         | 2.4 |
| 3    | DOM Al Horford             | 1.9 |
| 4    | ARG Carlos Delfino         | 1.8 |
| 5    | URU Gustavo Barrera        | 1.8 |
| 6    | PUR Renaldo Balkman        | 1.7 |
| 7    | URU Leandro García Morales | 1.7 |
| 8    | ARG Manu Ginóbili          | 1.5 |
| 8    | ARG Pablo Prigioni         | 1.5 |
| 10   | PUR Andrés Rodríguez       | 1.2 |
| 10   | PUR José Juan Barea        | 1.2 |

| Pos. | Name                    | BPG |
| ---- | ----------------------- | --- |
| 1    | PAR Guillermo Araujo    | 2.0 |
| 2    | CAN Joel Anthony        | 1.7 |
| 3    | ARG Federico Kammerichs | 1.4 |
| 4    | DOM Francisco García    | 1.3 |
| 5    | DOM Al Horford          | 1.0 |
| 6    | PUR Renaldo Balkman     | 0.9 |
| 7    | BRA Tiago Splitter      | 0.8 |
| 8    | VEN Windi Graterol      | 0.8 |
| 9    | ARG Luis Scola          | 0.6 |
| 9    | PUR Ángel Álamo         | 0.6 |

### Recordes individuais
| Fundamento                               | Equipe                                                                                              | Total      | Oponente                                                |
| ---------------------------------------- | --------------------------------------------------------------------------------------------------- | ---------- | ------------------------------------------------------- |
| Pontos                                   | PAN Gary Forbes                                                                                     | 39         | Canadá                                                  |
| Rebotes                                  | PAN Rubén Garcés                                                                                    | 17         | Argentina                                               |
| Assistências                             | URU Gustavo Barrera                                                                                 | 11         | Venezuela                                               |
| Roubadas                                 | URU Leandro García Morales                                                                          | 8          | República Dominicana                                    |
| Bloqueios                                | CAN Joel Anthony ARG Juan Pedro Gutiérrez PUR Renaldo Balkman ARG Federico Kammerichs               | 4          | Venezuela Paraguai República Dominicana                 |
| Aproveitamento em arremessos             | BRA Guilherme Giovannoni                                                                            | 100% (7/7) | Cuba                                                    |
| Aproveitamento em arremessos de 3 pontos | PUR Ricky Sánchez BRA Guilherme Giovannoni                                                          | 100% (4/4) | Panamá                                                  |
| Aproveitamentos em lances livres         | PAR Enrique Javier Martínez VEN Óscar Torres ARG Manu Ginóbili CAN Jermaine Anderson ARG Luis Scola | 100% (8/8) | Panamá República Dominicana Porto Rico Venezuela Brasil |
| Bolas perdidas                           | BRA Marcelinho Huertas                                                                              | 10         | República Dominicana                                    |

### Estatísticas por equipe
| Posição | Equipe               | Média por Jogo |
| ------- | -------------------- | -------------- |
| 1       | Venezuela            | 94.8           |
| 2       | Argentina            | 84.7           |
| 3       | Porto Rico           | 84.0           |
| 4       | Brasil               | 83.6           |
| 5       | República Dominicana | 80.8           |
| 6       | Canadá               | 74.8           |
| 7       | Panamá               | 73.1           |
| 8       | Uruguai              | 70.1           |
| 9       | Cuba                 | 68.5           |
| 10      | Paraguai             | 64.8           |

| Posição | Equipe               | Média por jogo |
| ------- | -------------------- | -------------- |
| 1       | Argentina            | 67.9           |
| 2       | Brasil               | 73.2           |
| 3       | Porto Rico           | 76.2           |
| 4       | República Dominicana | 77.5           |
| 5       | Canadá               | 77.9           |
| 6       | Uruguai              | 78.3           |
| 7       | Paraguai             | 88.2           |
| 8       | Venezuela            | 88.8           |
| 9       | Panamá               | 91.6           |
| 10      | Cuba                 | 93.2           |

| Posição | Equipe               | Média por jogo |
| ------- | -------------------- | -------------- |
| 1       | República Dominicana | 36.2           |
| 2       | Argentina            | 34.1           |
| 3       | Panamá               | 34.1           |
| 4       | Brasil               | 33.6           |
| 5       | Porto Rico           | 33.1           |
| 6       | Venezuela            | 32.4           |
| 7       | Canadá               | 32.1           |
| 8       | Cuba                 | 30.5           |
| 9       | Uruguai              | 29.3           |
| 10      | Paraguai             | 27.0           |

| Posição | Equipe               | Média por jogo |
| ------- | -------------------- | -------------- |
| 1       | Argentina            | 18.1           |
| 2       | Venezuela            | 17.6           |
| 3       | Brasil               | 17.2           |
| 4       | Porto Rico           | 14.8           |
| 5       | República Dominicana | 13.4           |
| 6       | Uruguai              | 11.6           |
| 7       | Paraguai             | 10.8           |
| 8       | Canadá               | 9.9            |
| 9       | Cuba                 | 8.0            |
| 10      | Panamá               | 6.8            |

| Posição | Equipe               | Média por jogo |
| ------- | -------------------- | -------------- |
| 1       | Argentina            | 9.1            |
| 2       | Uruguai              | 8.9            |
| 3       | Cuba                 | 8.0            |
| 4       | Porto Rico           | 7.7            |
| 5       | Venezuela            | 6.3            |
| 6       | Panamá               | 6.0            |
| 7       | Canadá               | 5.8            |
| 8       | República Dominicana | 5.3            |
| 9       | Brasil               | 5.2            |
| 10      | Paraguai             | 4.3            |

| Posição | Equipe               | Média por jogo |
| ------- | -------------------- | -------------- |
| 1       | República Dominicana | 3.8            |
| 2       | Paraguai             | 3.5            |
| 3       | Argentina            | 3.3            |
| 4       | Canadá               | 3.3            |
| 5       | Brasil               | 2.3            |
| 6       | Porto Rico           | 2.2            |
| 7       | Venezuela            | 2.0            |
| 8       | Panamá               | 1.8            |
| 9       | Uruguai              | 1.5            |
| 10      | Cuba                 | 1.3            |

### Recordes por equipe
| Fundamento                               | Equipe               | Total         | Oponente             |
| ---------------------------------------- | -------------------- | ------------- | -------------------- |
| Pontos                                   | Argentina            | 111           | Venezuela            |
| Rebotes                                  | Venezuela Porto Rico | 48            | Cuba Paraguai        |
| Assistências                             | Venezuela            | 32            | Panamá               |
| Roubadas                                 | Uruguai              | 16            | República Dominicana |
| Bloqueios                                | Canadá               | 7             | Uruguai              |
| Aproveitamento em arremessos             | Venezuela            | 80.6% (29/36) | Uruguai              |
| Aproveitamento em arremessos de 3 pontos | Argentina            | 64.3% (18/28) | Venezuela            |
| Aproveitamento em lances livres          | Porto Rico           | 100% (15/15)  | Panamá               |
| Bolas perdidas                           | Uruguai              | 27            | Argentina            |

## Seleção do torneio
G –  Marcelinho Huertas

G –  Carlos Arroyo
 
F –  Manu Ginóbili

F –  Luis Scola (Tournament MVP)

C –  Al Horford